# Бертели (Кунео)
Бертели је насеље у Италији у округу Кунео, региону Пијемонт.
Према процени из 2011. у насељу је живело 48 становника. Насеље се налази на надморској висини од 297 м.